# Pleiocarpidia holectomia
Pleiocarpidia holectomia är en måreväxtart som beskrevs av Cornelis Eliza Bertus Bremekamp. Pleiocarpidia holectomia ingår i släktet Pleiocarpidia och familjen måreväxter. Inga underarter finns listade i Catalogue of Life.